# Eva Moreda
Eva María Moreda Gabaldón, née le 7 avril 1978 à Palma de Majorque, est une coureuse de fond espagnole spécialisée en skyrunning. Elle a remporté la médaille d'argent de l'Ultra SkyMarathon aux championnats du monde de skyrunning 2016 et est championne d'Espagne d'ultra-trail 2017.

## Biographie
Eva fait ses débuts en athlétisme à l'âge de 12 ans et se spécialise en 800 mètres et en cross-country. Elle abandonne ensuite l'athlétisme pour se concentrer sur ses études. Originaire de Palma de Majorque, elle déménage à Jaca aux pieds des Pyrénées et pratique de nombreux sports de montagne à l'exception de la course à pied. Ses collèguent de travail la persuadent de participer à l'Osan Cross Mountain en 2010. C'est une révéléation pour elle et elle décide de s'investir plus sérieusement dans ce sport. Elle décroche ses premiers podiums sur la scène nationale en 2012 et termine deuxième de la Coupe d'Espagne de course en montagne cette année.
Elle fait ses débuts sur la scène internationale du skyrunning en 2014 en prenant part à la Skyrunner World Series.
Elle s'essaie un peu par hasard à l'ultra-trail en 2016. Son club de montagne organisant la Mallorca 5000, un ultra-trail de 68 kilomètres et 5 000 mètres de dénivelé positif, elle décide d'y participer et remporte la victoire à sa propre surprise. Elle décide alors de prendre part aux championnats d'Espagne d'ultra-trail courus dans le cadre de l'Ultra Montseny. Elle prend un bon départ, talonnant la favorite et tenante du titre, Gemma Arenas. Aucune des femmes ne voulant céder du terrain, elles se lancent dans une lutte serrée jusqu'à l'arrivée. Gemma parvient à conserver son titre pour 37 secondes. Engagée sur l'épreuve d'Ultra SkyMarathon aux championnats du monde de skyrunning à La Vall de Boí, elle prend conseil auprès de Luis Alberto Hernando. Tandis que la Française Caroline Chaverot s'envole littéralement vers la victoire, Eva profite de l'abandon de sa compatriote Núria Picas pour s'assurer la médaille d'argent malgré la remontée de la Britannique Jasmin Paris.
Le 10 juin 2017, elle s'élance sur la Travesera Integral Picos de Europa qui fait office des championnats d'Espagne d'ultra-trail. Imposant un rythme soutenu dès le départ, elle parvient à distancer l'Équatorienne María Mercedes Pila ainsi que ses adversaires au titre et s'impose en 13 h 41 min 18 s, établissant un nouveau record féminin du parcours.

## Palmarès
| no   | féminin            | Course                                                  | Longueur | Départ            | Temps            |
| ---- | ------------------ | ------------------------------------------------------- | -------- | ----------------- | ---------------- |
| 33e  | Médaille de bronze | Haria Extreme                                           | 32,5 km  | 16 juin 2012      | 3 h 13 min 9 s   |
| 47e  | Médaille d'argent  | Zumaia Flysch Trail                                     | 31,2 km  | 22 juillet 2012   | 2 h 47 min 8 s   |
| 31e  | Médaille de bronze | Haria Extreme                                           | 32,5 km  | 15 juin 2013      | 3 h 8 min 5 s    |
| 54e  | Médaille de bronze | Zumaia Flysch Trail                                     | 30,5 km  | 21 juillet 2013   | 2 h 58 min 46 s  |
| 46e  | Médaille de bronze | Zumaia Flysch Trail                                     | 31,2 km  | 13 juillet 2014   | 2 h 50 min 37 s  |
| 25e  | Médaille d'or      | Haria Extreme                                           | 32,5 km  | 11 octobre 2014   | 3 h 18 min 50 s  |
| 147e | 10e                | Championnats d'Europe de skyrunning - SkyRace           | 42,2 km  | 17 mai 2015       | 5 h 12 min 12 s  |
| 27e  | Médaille d'argent  | Championnats d'Espagne d'ultra-trail                    | 80 km    | 9 avril 2016      | 9 h 18 min 12 s  |
| 20e  | Médaille d'argent  | Championnats du monde de skyrunning - Ultra SkyMarathon | 105 km   | 9 juillet 2016    | 14 h 15 min 1 s  |
| 31e  | Médaille d'argent  | Penyagolosa Trails MIM                                  | 63 km    | 22 avril 2017     | 6 h 28 min 16 s  |
| 64e  | 5e                 | Transvulcania                                           | 73 km    | 13 mai 2017       | 9 h 3 min 45 s   |
| 23e  | Médaille d'or      | Championnats d'Espagne d'ultra-trail                    | 75 km    | 10 juin 2017      | 13 h 41 min 18 s |
| 32e  | 4e                 | Championnats d'Europe de skyrunning - Ultra SkyMarathon | 68 km    | 9 juillet 2017    | 11 h 9 min 15 s  |
| 10e  | Médaille de bronze | Ben Nevis Ultra                                         | 120 km   | 16 septembre 2017 | 15 h 12 min 0 s  |

## Records
| Épreuve       | Performance    | Date            | Lieu    |
| ------------- | -------------- | --------------- | ------- |
| 10 kilomètres | 37 min 33 s    | 10 janvier 2016 | Valence |
| Marathon      | 3 h 4 min 47 s | 18 février 2024 | Séville |